# Jeanne Van Kesteren
Joanna Wilhelmina Hendrika Van Kesteren, detta Jeanne (Heist-op-den-Berg, 25 dicembre 1907 – 23 ottobre 2011), è stata una giavellottista e cestista belga.

## Carriera
Ha partecipato ai Giochi di Berlino 1936, gareggiando nel lancio del giavellotto.
Dopo le Olimpiadi, rimase attiva nelle competizioni nazionali di atletica leggera fino alla metà degli anni '40, come membro del Club Atalante. È stata anche una cestista, attiva negli anni '30. Ha disputato una partita internazionale contro la Francia nel 1934 e ha vinto un titolo nazionale nel 1935.
Era la  moglie dell'atleta olimpico Jean Lefèbvre.